# 15513 Emmermann
15513 Emmermann este un asteroid din centura principală de asteroizi.

## Descriere
15513 Emmermann este un asteroid din centura principală de asteroizi. A fost descoperit pe 29 octombrie 1999 la Stația Anderson Mesa în cadrul programului LONEOS. Asteroidul prezintă o orbită caracterizată de o semiaxă mare de 2,28 ua, o excentricitate de 0,08 și o înclinație de 4,9° în raport cu ecliptica.